# Gehuasitai
Gehuasitai (kinesiska: 格化司台, 格化司台乡) är en socken i Kina. Den ligger i den autonoma regionen Inre Mongoliet, i den norra delen av landet, omkring 180 kilometer nordost om regionhuvudstaden Hohhot.
Genomsnittlig årsnederbörd är 449 millimeter. Den regnigaste månaden är juli, med i genomsnitt 118 mm nederbörd, och den torraste är januari, med 2 mm nederbörd.